# تالار شهر ناروا
تالار شهر ناروا (استونیایی: Narva raekoda) یک ساختمان قدیمی در شهر ناروا، استونی است.
این ساختمان که در سال ۱۶۶۸ شروع به ساخت و در سال ۱۶۷۱ ساخت آن به پایان رسیده در میدان رائکویا (میدان تالار شهر) در کنار کالج ناروا دانشگاه تارتو قرار دارد.

## نگارخانه

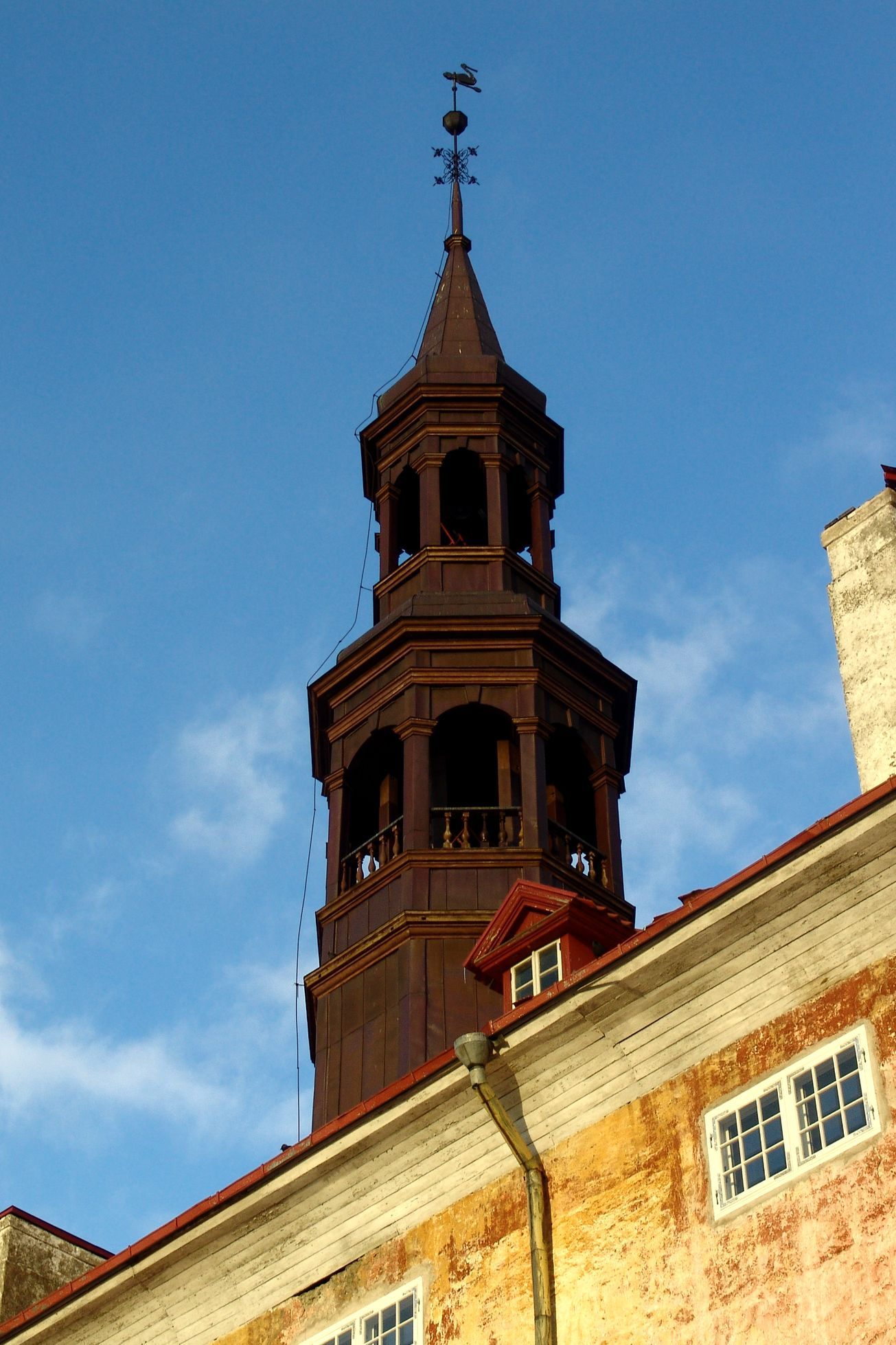
برج
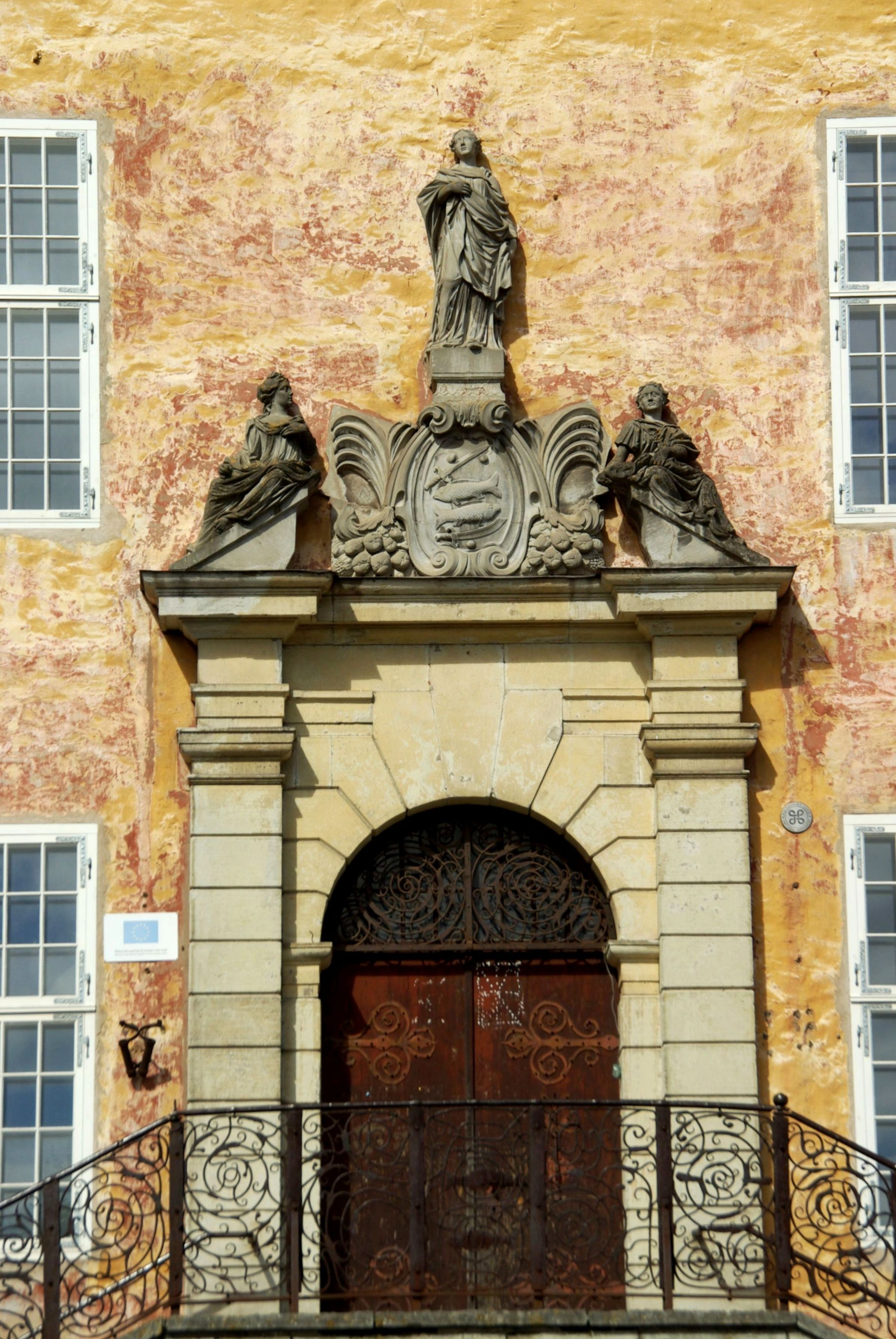
ورودی تالار شهر
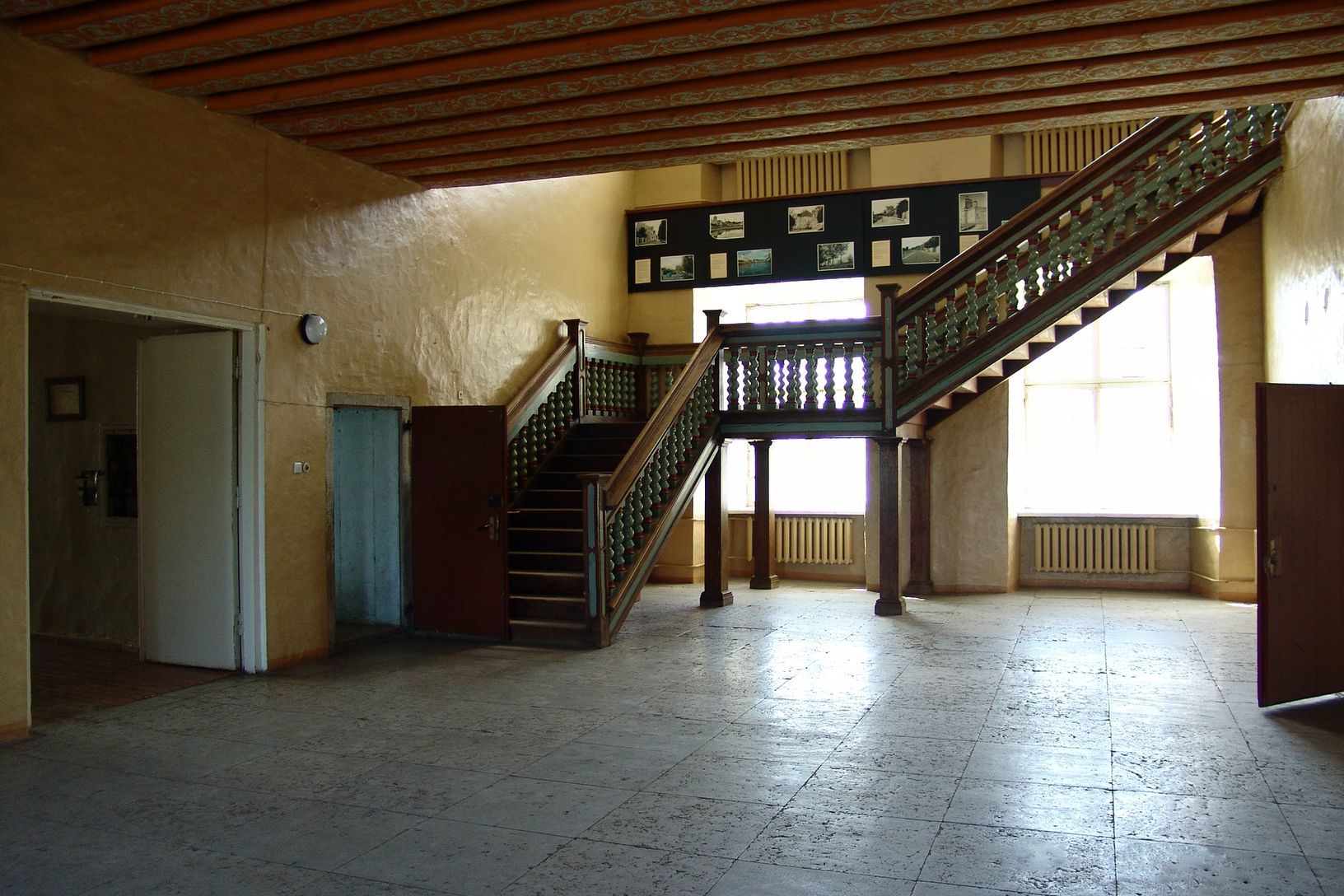
داخل تالار شهر
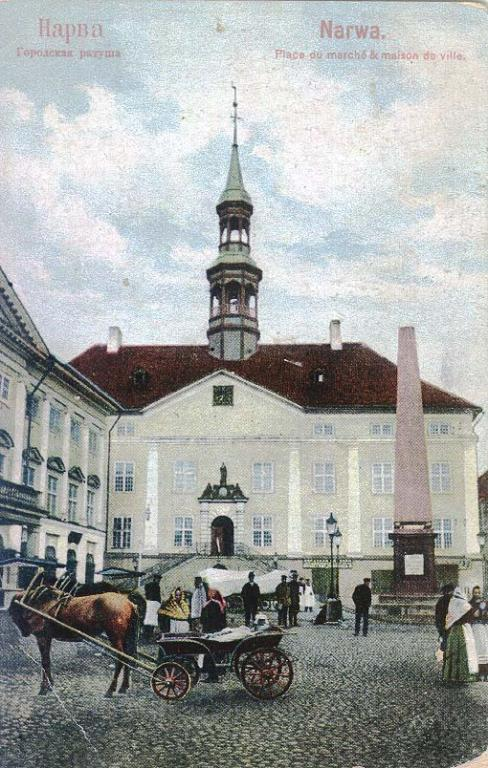
تالار شهر ناروا قبل از جنگ جهانی دوم